# Lancken-Granitz
Lancken-Granitz là một đô thị thuộc huyện Vorpommern-Rügen (trước thuộc huyện Rügen), bang Mecklenburg-Vorpommern, miền bắc nước Đức. Gần các làng Lancken và Burtevitz là một số ngôi mộ cự thạch từ Thời kỳ đồ đá mới.
Đô thị Lancken-Granitz bao gồm các làng sau:
- Lancken-Granitz
- Blieschow
- Burtevitz
- Dummertevitz
- Garftitz
- Gobbin
- Neu Reddevitz
- Preetz (Rügen)
- Zarnekow